# 8371 Goven
8371 Goven este o planetă minoră (asteroid) din centura de asteroizi. A fost descoperită pe 2 octombrie 1991 la Observatorul Palomar de Charles P. de Saint-Aignan⁠(d) și a fost numită după Goven. 
Obiectul prezintă o orbită caracterizată de o semiaxă mare de 2,7166869 UAi, o excentricitate de 0,06, o înclinație de 3,894 ° în raport cu ecliptica.